# バルカン・マテリアルズ
バルカン・マテリアルズ社（Vulcan Materials Company、NYSE: VMC）はアラバマ州バーミンガムに本社を置くアメリカの企業である。
主に建設資材の生産、流通、販売を行っているが、特に砂利、砕石、砂などの建設資材の最大手メーカーであり、400以上の施設で約12,000人を雇用していて、22の州、コロンビア特別区、メキシコ、カナダ、バハマ、米領バージン諸島で事業を展開している。バルカンの革新的なクレセント・マーケット・プロジェクトは、カンクンのすぐ南、メキシコのユカタン半島に大規模な採石場と深海港を建設することにつながった。この採石場は、タンパ、ニューオーリンズ、ヒューストン、ブラウンズビル（テキサス州）、およびその他のメキシコ湾岸の港に、62,000トンの大型自己排水船を通じて砕石石灰岩を供給している。

## 沿革
- 1980年代後半、バルカンはケンタッキー州近郊のリード砕石を買収した[3][4]。
- 2005年6月7日、バルカンはバルカンケミカルズとして知られる化学品事業をオクシデンタル・ケミカルに売却した。売却資産には、カンザス州ウィチタ、ルイジアナ州ガイスマー、ウィスコンシン州ポート・エドワーズにあるヴァルカンのクロールアルカリ工場と、ルイジアナ州ガイスマーにあるヴァルカン・ケミカルズの合弁事業が含まれる。2005年、バルカンはアリゾナ州、ジョージア州、インディアナ州、テネシー州の11の骨材事業と5つのアスファルト工場を買収した。
- 2007年2月19日、バルカンは石材・セメント製造会社のフロリダロックインダストリーズを47億ドルで買収すると発表した[5][6]。
- 2007年11月16日バルカンはフロリダ・ロックの買収を完了した[7]。
- 2007年3月、バルカンはフォーチュン誌の「最も賞賛される企業」リストに6度目の選出を受けたと発表した。業種別では "建築資材、ガラス "で第1位となった。全体として、バルカンは長期投資と社会的責任の両方でフォーチュン1000の上位10社にランクされた。
- 2014年1月、バルカン・マテリアルはフロリダ・ロック・インダストリー（セメントと生コンクリート）の工場と設備をコロンビアのセメントス・アルゴスに売却すると発表した。
- 2014年3月、バルカンはこれらの資産をセメントス・アルゴスに完全に売却することができた[8]。
- 2018年1月、ヴァルカン・マテリアルズ社は、オクシデンタル・ペトロリアム社、テキサス・ブライン社とともに、バイユーコルネ陥没穴の一部責任があることが判明した[9]。
- 2021年6月、バルカン・マテリアルはUSコンクリート（USCR）を1株当たり74ドル（発表日時点の30％プレミアム）で買収すると発表した。U.S.コンクリートは1999年に設立され、本社はテキサス州オイレスにある。買収額は13億ドル。この買収により、バルカンの統合的な拡張が可能となり、子会社は十分な運転資本を持つ無借金企業となる。この取引は両取締役会によって承認されており、2021年後半に完了する予定である[10]。
- 2023年初頭、アンドレス・マヌエル・ロペス・オブラドール大統領から無許可でメキシコから資材を輸出していると非難されたメキシコ軍は、バルカン社所有の海上ターミナルを差し押さえ、アメリカとメキシコの外交問題に発展した[11]。